# Catephia squamosa
Catephia squamosa là một loài bướm đêm trong họ Erebidae.